# Guillaume Philippe Schimper
Guillaume Philippe Schimper (født 12. januar 1808, død 20. marts 1880) var en fransk/tysk geolog og botaniker fra Alsace. Han var især kendt som bryolog og palæobotaniker. 
Schimper anvendte en stor del af sin tid på rejser i Europa, for at samle herbarie-materiale. Hans bedst kendte værk er Bryologia Europaea, som blev udgivet mellem 1836 og 1855. Det beskrev alle kendte europæiske mosser på daværende tidspunkt. 
Schimper gjorde sig også bemærket inden for geologi. Han foreslog i 1874 en videnskabelig underinddeling af tertiærtiden som han kaldte den paleocæne æra. Han baserede dette på palæobotaniske fund i Bassin Parisien, der er en floddal dannet af de 2 floder Seine og Marne, der løber sammen i Paris.
Schimp. er standardforkortelsen (autornavnet), i forbindelse med et botanisk navn. Det er f.eks. autornavnet for Homalothecium sericeum (Krybende Silkemos).

## Værker
- BRUCH, P.; SCHIMPER, W. PH.; & GÜMBEL, T. (1836-1855) Bryologia Europaea seu Genera Muscorum Europaeorum, 6 bind, Stuttgart
- SCHIMPER, W. PH. (1876) Synopsis Muscorum Europaeorum, 2. udgave, Stuttgart